# Moshe Romano
Moshe Romano (in ebraico משה רומנו‎?; Tel Aviv, 6 maggio 1946) è un ex calciatore israeliano, di ruolo attaccante.

## Carriera
Fu capocannoniere del campionato israeliano nel 1966, nel 1970, nel 1973 e nel 1975.

## Statistiche

### Cronologia presenze e reti in Nazionale
| Cronologia completa delle presenze e delle reti in nazionale ― Israele | Cronologia completa delle presenze e delle reti in nazionale ― Israele | Cronologia completa delle presenze e delle reti in nazionale ― Israele | Cronologia completa delle presenze e delle reti in nazionale ― Israele | Cronologia completa delle presenze e delle reti in nazionale ― Israele | Cronologia completa delle presenze e delle reti in nazionale ― Israele | Cronologia completa delle presenze e delle reti in nazionale ― Israele | Cronologia completa delle presenze e delle reti in nazionale ― Israele |
| Data                                                                   | Città                                                                  | In casa                                                                | Risultato                                                              | Ospiti                                                                 | Competizione                                                           | Reti                                                                   | Note                                                                   |
| ---------------------------------------------------------------------- | ---------------------------------------------------------------------- | ---------------------------------------------------------------------- | ---------------------------------------------------------------------- | ---------------------------------------------------------------------- | ---------------------------------------------------------------------- | ---------------------------------------------------------------------- | ---------------------------------------------------------------------- |
| 21-11-1965                                                             | Ramat Gan                                                              | Israele                                                                | 1 – 2                                                                  | Bulgaria                                                               | Qual. Mondiali 1966                                                    | -                                                                      |                                                                        |
| 12-10-1966                                                             | Tel Aviv                                                               | Israele                                                                | 1 – 3                                                                  | Jugoslavia                                                             | Amichevole                                                             | -                                                                      |                                                                        |
| 12-5-1968                                                              | Tehran                                                                 | Hong Kong                                                              | 1 – 6                                                                  | Israele                                                                | Coppa d'Asia 1968                                                      | 2                                                                      | 58’                                                                    |
| 14-5-1968                                                              | Tehran                                                                 | Birmania                                                               | 1 – 0                                                                  | Israele                                                                | Coppa d'Asia 1968                                                      | -                                                                      | 60’                                                                    |
| 17-5-1968                                                              | Tehran                                                                 | Israele                                                                | 4 – 1                                                                  | Taiwan                                                                 | Coppa d'Asia 1968                                                      | 2                                                                      |                                                                        |
| 28-1-1970                                                              | Tel Aviv                                                               | Israele                                                                | 0 – 1                                                                  | Paesi Bassi                                                            | Amichevole                                                             | -                                                                      |                                                                        |
| 4-12-1974                                                              | Tel Aviv                                                               | Israele                                                                | 0 – 1                                                                  | Romania                                                                | Amichevole                                                             | -                                                                      |                                                                        |
| Totale                                                                 |                                                                        | Presenze                                                               | 7                                                                      |                                                                        | Reti                                                                   | 4                                                                      |                                                                        |

## Palmarès

### Individuale
- Capocannoniere della  Coppa d'Asia: 1

Iran 1968 (4 reti, a pari merito con Homayoun Behzadi e Giora Spiegel)
- Capocannoniere del campionato israeliano: 4

1965-1966 (17 reti), 1969-1970 (15 reti), 1972-1973 (18 reti), 1974-1975 (17 reti)